# Vesa Hakala
Vesa Hakala, född 5 december 1968 i Harjavalta i landskapet Satakunda i Västra Finlands län, är en finländsk tidigare backhoppare.

## Karriär
Vesa Hakala debuterade internationellt i världscupen på hemmaplan i stora backen i Lahtis 6 mars 1988. Då blev han nummer 11 i en tävling som vanns av landsmannen Matti Nykänen. Hakala var på prispallen i stora backen i Sapporo i Japan 16 december 1990 då han blev nummer tre efter tyskarna Dieter Thoma och André Kiesewetter. Som bäst blev han nummer 15 sammanlagt i världscupen, säsongen 1992/1993. I tysk-österrikiska backhopparveckan blev han som bäst nummer 5 totalt samma säsong. Bästa placeringen i en deltävling i backhopparveckan kom i Paul-Ausserleitner-Schanze i Bischofshofen i Österrike då han blev nummer 4.
Hakala deltog i Skid-VM 1991 i Val di Fiemme i Italien. Där blev han nummer 14 i tävlingen i normalbacken. I lagtävlingen vann Hakala en silvermedalj tillsammans med lagkamraterna Ari-Pekka Nikkola, Raimo Ylipulli och Risto Laakkonen. Vesa Hakala tävlade också under Skid-VM 1993 i Falun i Sverige. Han tävlade i samtliga grenar och blev nummer 12 i normalbacken och nummer 17 i stora backen. I lagtävlingen blev Finland (Vesa Hakala, Janne Ahonen, Risto Jussilainen och Toni Nieminen) nummer 6 i en tävlings som vanns av Norge, före ett gemensamt lag från Tjeckien och Slovakien.
Vesa Hakala deltog i sin sista världscuptävling i stora backen i Lahtis 29 december 1995. Han blev nummer 23 i tävlingen (som vanns av Jens Weissflog) och avslutade sedan sin backhoppningskarriär.